# ESR2
ESR2 (англ. Estrogen receptor 2) – білок, який кодується однойменним геном, розташованим у людей на короткому плечі 14-ї хромосоми. Довжина поліпептидного ланцюга білка становить 530 амінокислот, а молекулярна маса — 59 216.
| 10         |  | 20         |  | 30         |  | 40         |  | 50         |
| ---------- |  | ---------- |  | ---------- |  | ---------- |  | ---------- |
| MDIKNSPSSL |  | NSPSSYNCSQ |  | SILPLEHGSI |  | YIPSSYVDSH |  | HEYPAMTFYS |
| PAVMNYSIPS |  | NVTNLEGGPG |  | RQTTSPNVLW |  | PTPGHLSPLV |  | VHRQLSHLYA |
| EPQKSPWCEA |  | RSLEHTLPVN |  | RETLKRKVSG |  | NRCASPVTGP |  | GSKRDAHFCA |
| VCSDYASGYH |  | YGVWSCEGCK |  | AFFKRSIQGH |  | NDYICPATNQ |  | CTIDKNRRKS |
| CQACRLRKCY |  | EVGMVKCGSR |  | RERCGYRLVR |  | RQRSADEQLH |  | CAGKAKRSGG |
| HAPRVRELLL |  | DALSPEQLVL |  | TLLEAEPPHV |  | LISRPSAPFT |  | EASMMMSLTK |
| LADKELVHMI |  | SWAKKIPGFV |  | ELSLFDQVRL |  | LESCWMEVLM |  | MGLMWRSIDH |
| PGKLIFAPDL |  | VLDRDEGKCV |  | EGILEIFDML |  | LATTSRFREL |  | KLQHKEYLCV |
| KAMILLNSSM |  | YPLVTATQDA |  | DSSRKLAHLL |  | NAVTDALVWV |  | IAKSGISSQQ |
| QSMRLANLLM |  | LLSHVRHASN |  | KGMEHLLNMK |  | CKNVVPVYDL |  | LLEMLNAHVL |
| RGCKSSITGS |  | ECSPAEDSKS |  | KEGSQNPQSQ |  |            |  |            |

A: Аланін

C: Цистеїн

D: Аспарагінова кислота

E: Глутамінова кислота

F: Фенілаланін

G: Гліцин

H: Гістидин

I: Ізолейцин

K: Лізин

L: Лейцин

M: Метіонін

N: Аспарагін

P: Пролін

Q: Глутамін

R: Аргінін

S: Серин

T: Треонін

V: Валін

W: Триптофан

Кодований геном білок за функціями належить до рецепторів, активаторів, фосфопротеїнів. 
Задіяний у таких біологічних процесах, як транскрипція, регуляція транскрипції, альтернативний сплайсинг. 
Білок має сайт для зв'язування з ліпідами, іонами металів, іоном цинку, ДНК, стероїдами. 
Локалізований у ядрі.